# Charlie Hassall
Charles "Charlie" Hassall (1863 – sau 1889) là một cầu thủ bóng đá người Anh thi đấu cho Stoke.

## Sự nghiệp
Hassall từng thi đấu cho Judes trước khi gia nhập Stoke năm 1888. Ông từng là thành viên của đội dự bị Stoke the 'Swifts' và được nhắm bởi huấn luyện viên Harry Lockett cho đội một. Lần ra sân duy nhất của ông là ở Cúp FA trước Warwick County. Stoke thua và hầu hết các cầu thủ dự bị bao gồm cả Hassall bị giải phóng. Sau đó ông tiếp tục thi đấu cho Leek.

## Thống kê sự nghiệp
| Câu lạc bộ          | Mùa giải            | Giải vô địch        | Giải vô địch | Giải vô địch | Cúp FA  | Cúp FA    | Tổng    | Tổng      |
| Câu lạc bộ          | Mùa giải            | Hạng đấu            | Số trận      | Bàn thắng    | Số trận | Bàn thắng | Số trận | Bàn thắng |
| ------------------- | ------------------- | ------------------- | ------------ | ------------ | ------- | --------- | ------- | --------- |
| Stoke               | 1888–89             | The Football League | 0            | 0            | 1       | 0         | 1       | 0         |
| Tổng cộng sự nghiệp | Tổng cộng sự nghiệp | Tổng cộng sự nghiệp | 0            | 0            | 1       | 0         | 1       | 0         |